# Pink Narcissus
Pink Narcissus (tj. Růžový Narcis) je americký film, který uvedl fotograf James Bidgood v roce 1971. Snímek byl postupně natočen na 8mm film v amatérských podmínkách v Bidgoodově manhattanském apartmánu během sedmi let (1963–1970).

## Děj
Mladý homosexuální prostitut se nachází sám v luxusním bytě a sní o exotických milostných dobrodružstvích, ve kterých je středem pozornosti. Sám sebe si představuje jako toreadora v aréně, otroka římského císaře, člena harému arabského sultána nebo jako anděla.

## Obsazení
| Bobby Kendall    | Prostitut                  |
| Donald L. Brooks | Anděl / Prostitut / Hippie |
| Arthur Williams  | John                       |
| Charles Ludlam   | Obchodník / Barman         |
| Don Kvares       | Drag queen                 |
| Larry Rey        | Kněz                       |